# Carey-Gletscher
Der Carey-Gletscher ist ein Gletscher im westantarktischen Ellsworthland. Er fließt an der Ostseite des Miller Peak in das südliche Ende der Sentinel Range des Ellsworthgebirges und mündet in südsüdöstlicher Richtung in den Minnesota-Gletscher.
Der United States Geological Survey kartierte ihn anhand eigener Vermessungen und mittels Luftaufnahmen der United States Navy zwischen 1957 und 1959. Das Advisory Committee on Antarctic Names benannte ihn nach Leutnant David Wellington Carey Jr. (1924–1956), Pilot der US-Navy-Flugstaffel VX-6, der am 18. Oktober 1956 beim Absturz einer Lockheed P2V Neptune am McMurdo-Sund ums Leben kam.